# Die Fraggles
Die Fraggles (engl. Fraggle Rock) sind die Protagonisten einer gleichnamigen Kindersendung, die vom 10. Januar 1983 bis zum 30. März 1987 in fünf Staffeln auf dem kanadischen Sender CBC ausgestrahlt wurde. Erfinder der Fraggles ist der US-Amerikaner Jim Henson, der durch seine Figuren zur Sesamstraße und zur Muppet Show bekannt wurde. Die Titelmusik schrieben Philip Balsam und Dennis Lee. Insgesamt wurden 96 Folgen gedreht.
Ab Ende 1983 wurden die Fraggles auch im deutschen ZDF gezeigt, jedoch nur 85 Folgen. Die deutsche Synchronfassung erarbeitete Eberhard Storeck und die „lokalisierten“ Teile der deutschen Version (siehe unten) wurden in der FSM in München gedreht.

## Inhalt
Fraggles sind etwa 60 cm große, verschiedenfarbige humanoide Lebewesen, die in der deutschen Version in einer Höhle unter dem Wohnhaus des Doc (eines menschlichen Erfinders, in der deutschen Fassung gespielt von Hans Helmut Dickow) leben.
Den Tag verbringen die Fraggles mit Lachen, Singen und Tanzen, frei nach ihrem sorglosen Motto:
Dance your cares away,
worry's for another day,
let the music play,
down at Fraggle Rock.
Die deutsche Übersetzung machte daraus:
Sing’ und schwing das Bein,
lass die Sorgen Sorgen sein,
in das Lied stimm’ ein,
froh nach Fraggle-Art.
Eine Sonderstellung nimmt Onkel Matt ein (im Original Traveling Matt, eine Anspielung sowohl auf seine Reisetätigkeit als auch auf das filmtechnische Verfahren der Traveling Matte (deutsch: Wandermaske)), der als bisher einziger Fraggle die Grenze der Fraggle-Welt überschritten hat, um den „Weltraum“ (die oberirdische Erde) zu erkunden. Von dort schickt er regelmäßig Postkarten an seinen Neffen Gobo, in denen er diesen über das sonderbare Treiben der Menschen informiert. Diese „wissenschaftlichen Dokumente“ muss Gobo aus der Werkstatt des menschlichen Wissenschaftlers Doc holen und sich dabei vor Sprocket, dem Hund des Wissenschaftlers, in Acht nehmen.
In den Höhlen leben nicht nur die Fraggles, sondern auch die Doozers. Bei diesen handelt es sich um etwa 15 cm kleine, fleißige grüne Lebewesen mit gelben Schutzhelmen und Werkzeuggürteln. Ihre einzige Lebensaufgabe scheint es zu sein, mit Hilfe diverser kleiner Baufahrzeuge große Konstruktionen wie Brücken, Türme, Straßen usw. zu errichten. Obwohl diese aussehen, als bestünden sie aus Glas oder Kunststoff, ist der Rohstoff jedoch Zucker bzw. Radieschen. Die Bauten sind daher sehr schmackhaft und werden möglichst so gebaut, dass die Fraggles diese mögen und essen. Aufgrund dieser Versorgungsfunktion sind die Doozers in Fraggle Rock willkommen, eine echte Kommunikation zwischen den beiden Gruppen findet in der Regel jedoch nicht statt.
Um an ihre Hauptnahrungsquelle, Radieschen, zu gelangen, müssen die Fraggles täglich ihre Höhle verlassen und in die Welt der Gorgs eindringen, wo sie die Radieschen stehlen. Gorgs sind etwa sechs Meter große braune, haarige Wesen und nicht besonders gut auf Fraggles zu sprechen. Folglich ergibt sich aus der täglichen Nahrungsbeschaffung immer wieder ein neues Abenteuer für die Fraggles.
Bei Problemen konsultieren die Fraggles häufig die Allwissende Müllhalde namens Marjorie. Sie lebt in den Wäldern hinter dem Schloss der Gorgs und ist ein Lebewesen aus Müll. Die Allwissende Müllhalde spielt in der Serie die Rolle eines Orakels.

## Die Hauptfiguren
Gobo Fraggle ist der inoffizielle Anführer der Fraggles. Er ist orange und hat pinkfarbene Haare. Sein Ziel ist es, Abenteurer wie sein Onkel Matt zu werden, und er kartographiert deshalb die Höhlen unter Fraggle Rock.
Red Fraggle möchte auch gerne die Anführerin sein und streitet sich oft mit Gobo darum. Sie ist die sportlichste aller Fraggles und stellt dies auch ständig unter Beweis. Red Fraggle fällt durch ihre Pompon-artigen Haare auf. Ihre Puppe ist eine Hand-und-Stock-Puppe, die von einer Puppenspielerin gespielt wird. Sie ist aus Stoff, Filz, Schaumstoff und Plastik gefertigt. Puppenspielerin war Karen Prell, Red Fraggle gehört zu den 20 Jim-Henson-Puppen, die seit 2013 im National Museum of American History ausgestellt sind.
Wembley Fraggle macht sich ständig und über alles Sorgen und kann sich nie entscheiden, was er als Nächstes tun soll. Er lebt in einer Art Wohngemeinschaft mit Gobo und erledigt dabei alle Hausarbeiten für seinen Freund. Ansonsten versucht Wembley den ganzen Tag herauszufinden, auf welcher Seite des Bettes er am besten aufstehen sollte.
Mokey Fraggle sorgt sich immer um ihre Freunde und ihre Umwelt. Sie scheint gebildeter zu sein als die anderen und verbringt viel Zeit alleine beim Nachdenken. Mokey ist auch künstlerisch veranlagt: Sie schreibt Gedichte, malt Bilder und singt gerne.
Boober Fraggle ist pessimistisch, abergläubisch und ängstlich. Er trägt eine Mütze und mag seine überraschungsarme Arbeit, für die Fraggles zu kochen und zu waschen.
Onkel „Traveling“ Matt ist Gobos Onkel und der einzige der Fraggles, der jemals Fraggle-Rock für längere Zeit verlassen hat. Er hat sich ins „Universum“ (tatsächlich ist er auf der Erde) begeben und berichtet nun den Fraggles regelmäßig mit Postkarten über seine Erlebnisse und Erkenntnisse.
Die Geschichtenerzählerin ist die Historikerin der Fraggles. Sie notiert alles, was den Fraggles jemals passiert. Aus all den Geschichten macht sie Gedichte und Lieder, die sie gerne vorträgt.
Cotterpin Doozer ist eine Doozer, die sich wünscht wie die Fraggles zu singen, zu tanzen und Spaß zu haben, statt immer nur zu bauen. Deshalb freundet sie sich auch mit Red an. Ihr Verhalten ist natürlich gegen das Doozer-Gesetz und darum wird sie von vielen ihrer Verwandten als Sonderling angesehen.
Doc ist ein menschlicher Wissenschaftler und Erfinder, durch dessen Werkstatt die Fraggles auf die Erde gelangen. Er ahnt nichts von den Geschehnissen unter seiner Werkstatt. (In der nicht ins Deutsche synchronisierten Folge 95, The Honk of Honks, erfährt er schließlich davon.) Als Teil der Lokalisation der Serie (siehe dort) wird Doc von verschiedenen Schauspielern gespielt, in der US-Fassung von Gerard Parkes, in der deutschen von Hans-Helmut Dickow. Er ist der einzige menschliche Charakter, der in allen Folgen erscheint. Ein Nachbar und Freund, Herr Kümmelgroller (im Original: Ned Shimmelfenny), wird oft erwähnt, ist aber nie zu sehen. Gelegentlich erscheint seine Katze Flippinulla (im Original: Fluffinella), aber man sieht sie immer nur für ein paar Sekunden und undeutlich. In der US-Fassung erfährt man, dass Docs wirklicher Name Jerome Christian ist, in der deutschen Fassung wird sein Name nie genannt.
Sprocket (in der deutschen Version Sprocky genannt, obwohl auf seinem Napf Sprocket steht) ist Docs Hund. Seine Tage verbringt er zumeist damit, in der Werkstatt herumzuliegen. Allerdings weiß er von den Fraggles und versucht ständig, Gobo beim Abholen der Postkarten zu fangen. (In der nicht ins Deutsche synchronisierten Folge Sprocket’s Big Adventure besucht er schließlich die Höhlenwelt der Fraggles.)
Die Gorgs sind eine dreiköpfige Familie: King Daddy, Momma und Junior. Weil die Fraggles ihre Radieschen stehlen, hassen sie sie und versuchen ständig, sie zu fangen. Diese Aufgabe hat hauptsächlich der erst 473 Jahre alte Junior, der sich dabei aber eher dumm anstellt. König Gorg bezeichnet sich selber als Herrscher über alles, was sich bewegt. Tatsächlich herrscht er aber nur über seinen dummen Sohn. Momma hat Angst vor Fraggles, so wie sich manche Menschen vor Ratten und Mäusen fürchten.
Marjorie, die Müllhalde ist allwissend und weise. Tatsächlich befindet sie sich im Garten der Gorgs und besteht wohl auch aus ihrem Müll. Die Fraggles besuchen sie, um sich von ihr Rat zu holen und sie und ihre magischen Kräfte um Hilfe zu bitten. Ihre Wächter und Herolde sind zwei Ratten mit den Namen Gungo (im Original Gunge) (grau) und Philo (dunkelrot).

## Musik
In den Serienfolgen spielt Musik eine wichtige Rolle. In den meisten Episoden werden zwei oder drei Lieder gesungen, die vom Kanadier Dennis Lee und von Philip Balsam geschrieben wurden. Verschiedene Episoden (gewöhnlich mit Cantus and the Minstrels) drehen sich sogar hauptsächlich um Musik. So versucht zum Beispiel Red Fraggle „ihr Lied“ zur Fraggle-Titelmelodie zu finden oder es wird der Einfluss der Musik auf die Überwindung des Winters beschrieben oder die Gegenwart des Lichtes in der unterirdischen Höhle.
Liedbeispiele
- Follow Me, gesungen von Traveling Matt, mit Gobo (Dieser Titel wurde von einem Musiker als Bewerbung für die Serie geschrieben)
- Let Me Be Your Song, gesungen von Cantus and the Minstrels
- The Fraggle Medley, gesungen von den Fraggles, mit Cantus and the Minstrels
- Dixie Wailing, gesungen von Boober, Gobo, Red und The Gorgs
- Gorgs In Glory, gesungen von Pa und Ma Gorg mit Boober
- Kick A Stone, gesungen von Mokey
- The Rock Goes On, gesungen von verschiedenen Charakteren

Für den letzten Satz des Titelliedes wurden ursprünglich fünf verschiedene Fassungen gedreht, die unterschiedliche Folgen mit jeweils einem anderen Fraggle als Sprecher beenden sollten. Übrig blieb davon jedoch nur die Fassung mit Boober. Das Titellied wurde unter den Top 40 in der britischen Hitparade gelistet.
Die Fraggle-Musik gibt es auf CD und Langspielplatte im Handel.

## Lokalisierung der Serie
Bei der internationalen Koproduktion waren die unterirdische Welt der Fraggles und der Garten der Gorgs immer gleich, für viele nationale Versionen (nicht für alle) wurden jedoch spezifische, „lokalisierte“ Menschenwelten mit muttersprachlichen Darstellern produziert. In der Originalfassung wurden die Außenaufnahmen im kanadischen Toronto gedreht, in der deutschen Fassung in München (siehe oben). Auch lag Fraggle Rock nicht immer an der gleichen Stelle: In der britischen Fassung befand es sich unter einem Leuchtturm auf einer Felseninsel, in Frankreich unter einer Bäckerei. Die deutsche Fassung folgt dem US-Original, jedoch wurde Doc von einem deutschen Schauspieler dargestellt (siehe oben) und Namen von Personen, Einrichtungen usw. wurden geändert.
Die Serie wurde bisher in 13 Sprachen synchronisiert und in 90 Ländern gezeigt, aber manchmal nicht vollständig (vgl. im Abschnitt „Unsynchronisierte Folgen“).

## Synchronisation
Die erste deutsche Synchronisation entstand im Auftrag des ZDF, im FSM Fernsehstudio München unter der Regie von Eberhard Storeck, der auch das Dialogbuch schrieb. Als die Serie bei Apple TV+ erschien, wurde eine Neusynchronisation in Auftrag gegeben, die bei der FFS Film- & Fernseh-Synchron realisiert wurde. Diesmal schrieben Cosima Wolter, Janne von Busse, Peter Wagner und Martin Schowanek das Buch während Peter Woratz die Dialogregie für die erste Staffel übernahm, danach löste ihn Christian Weygand ab.
| Rolle                                 | Englischer Sprecher                         | 1. Synchro (ZDF 1983)                                   | 2. Synchro (Apple TV+ 2020)                       |
| ------------------------------------- | ------------------------------------------- | ------------------------------------------------------- | ------------------------------------------------- |
| Doc                                   | Gerard Parkes                               | Hans Helmut Dickow (Lokalisierte Szenen)                | Kai Taschner                                      |
| Boober Fraggle                        | Dave Goelz                                  | Donald Arthur                                           | Sebastian Winkler                                 |
| Onkel Matt                            | Dave Goelz                                  | Leo Bardischewski                                       | Thomas Albus                                      |
| ältester Fraggle                      | Dave Goelz                                  | Peter Capell (1. Stimme) Heini Göbel (2. Stimme)        | Gerd Meyer                                        |
| Philo                                 | Dave Goelz                                  | Oliver Grimm                                            | Daniel Schlauch                                   |
| Gobo Fraggle                          | Jerry Nelson                                | Fred Maire (Sprache) Eberhard Storeck (Gesang)          | Julian Manuel                                     |
| Marjorie, die allwissende Müllhalde   | Jerry Nelson                                | Alice Franz                                             | Sabine Schulz (Gesang) Sandra Schwittau (Sprache) |
| Architekt-Doozer                      | Jerry Nelson                                | Paul Bürks                                              |                                                   |
| Pa Gorg                               | Jerry Nelson                                | Herbert Weicker                                         | Willi Röbke                                       |
| Ma Gorg                               | Myra Fried (1983) Cheryl Wagner (1984–1987) | Marianne Paar (1. Stimme) Mady Rahl (2. Stimme)         | Susanne von Medvey                                |
| Sohn Gorg (Junior Gorg bei Apple TV+) | Richard Hunt                                | Willi Röbke                                             | Christian Weygand                                 |
| Gungo                                 | Richard Hunt                                | Eberhard Storeck                                        | Andreas Meixner                                   |
| Geschichtenerzählerin                 | Richard Hunt                                | Fee von Reichlin                                        | Gerhard Jilka                                     |
| Mokey Fraggle                         | Kathryn Mullen                              | Sabine Plessner                                         | Sonja Reichelt                                    |
| Cotterpin Doozer                      | Kathryn Mullen                              | Inez Günther                                            | Sabine Bohlmann                                   |
| Red Fraggle                           | Karen Prell                                 | Christa Häussler                                        | Carolin Hartmann                                  |
| Wembley Fraggle                       | Steve Whitmire                              | Mogens von Gadow                                        | Felix Mayer                                       |
| Marlon                                | Steve Whitmire                              | Werner Abrolat (1. Stimme) Michael Habeck (2. Stimme)   |                                                   |
| Cantus                                | Jim Henson                                  | Manfred Lichtenfeld (1. Stimme) Heini Göbel (2. Stimme) | Claus-Peter Damitz                                |

## Unsynchronisierte Folgen
Die folgenden 11 Episoden wurden nicht ins Deutsche synchronisiert, und es wurden auch keine lokalisierten deutschen Teile für sie angefertigt:
- 4. Staffel (Folgen 71–83)

Von den 13 Folgen der 4. Staffel wurden 3 nicht synchronisiert:
71. Sprocket’s Big Adventure
78. A Brush With Jealousy
80. Red’s Blue Dragon
- 5. Staffel (Folgen 84–96)

Von den 13 Folgen der 5. Staffel wurden 8, also mehr als die Hälfte, nicht synchronisiert (die letzte deutsch synchronisierte Folge ist 93, Inspektor Red [Inspector Red]):
85. The Riddle Of Rhyming Rock
86. The Voice Inside
87. The Trial of Cotterpin Doozer
91. Mokey, Then And Now
92. Ring Around The Rock
94. The Gorg Who Would Be King
95. The Honk Of Honks
96. Change Of Address

### Wichtige Ereignisse in den unsynchronisierten Folgen
- Sprocket besucht die Höhlenwelt der Fraggles (Folge 71), und auch Doc erfährt schließlich von deren Existenz (Folge 95).
- Cotterpin Doozer, kritisiert für ihren Umgang mit Fraggles, muss in einem Gerichtsverfahren beweisen, dass diese nicht einfach nur vergnügungssüchtig sind, sondern auch edel und intelligent sein können (Folge 87).
- Junior Gorg erkennt, dass das Universum keinen Herrscher benötigt, und will seinem Vater nicht auf den Thron nachfolgen, sondern die Gorg-Monarchie abschaffen (Folge 94).
- In der letzten Folge (96) gibt Doc seine Erfinderwerkstatt auf, um seinen Nachbarn und Freund Ned Shimmelfinny (in der deutschen Version Herr Kümmelgroller) zu begleiten, der aus gesundheitlichen Gründen in die Wüste umziehen muss. Gobo lehnt Docs Angebot, mit ihm zu gehen und mehr über die Außenwelt und die Menschen zu lernen, ab und bleibt bei seinen Freunden in Fraggle Rock. Man erfährt außerdem, dass Docs wirklicher Name Jerome Christian ist. Es stellt sich allerdings heraus, dass Doc, nun da er sich der Fraggles bewusst ist, die „Magie nicht verlassen kann“, wie Marjorie Gobo prophezeit hatte. Das bedeutet, dass Doc von nun an eine Art magische Verbindung zu den Fraggles hat und wie durch Zauberhand wieder ein Loch in seiner neuen Wohnung vorfindet, das nach Fraggle Rock führt. Am Ende tanzen und singen Gobo, Red, Goober, Mokey und Wembley den Titelsong in Doc’s neuem Zuhause und feiern mit ihren neuen Freunden. Doc zitiert ganz zum Ende den letzten Vers des Songs „Down in Fraggle Rock“. Dies ist das Ende der Serie.

## Medien

### VHS/DVD
Serienfolgen sind in den USA auf VHS (NTSC) und DVD erschienen. In Deutschland erschienen die Folgen von 21. Juli 2008 bis 10. Dezember 2010 auf DVD, am 20. Mai 2011 folgte eine DVD-Box mit allen 85 synchronisierten Folgen und den ersten 12 Folgen in englischsprachiger Originalversion.

### Zeichentrickserie
Von 1987 bis 1988 wurde ebenfalls unter dem Titel Fraggle Rock eine Zeichentrickserie mit den Charakteren aus der Puppenserie produziert. Sie überlebte nur eine Staffel im amerikanischen Fernsehsender NBC, wurde aber auch im deutschen Fernsehen gezeigt, erstmals beim ZDF.

### Comic
Es gab auch zwei kurzlebige unterschiedliche Comic-Serien, herausgegeben von Star Comics (gehört zu Marvel Comics). Die erste Serie bestand aus acht Folgen, die zweite aus sechs.

### Kinderbücher
In den USA gibt es ebenfalls verschiedene Kinderbücher mit Geschichten aus Fraggle Rock.
- The Radish Day Jubilee, Sheilah B. Bruce, Lawrence DiFiori 1983
- Red and the Pumpkins, Jocelyn Stevenson, Kelly Oechsli 1983
- They Call Me Boober Fraggle, Michaela Muntean, Lisa McCue 1983
- Wembley Fraggle Gets the Story, Deborah Perlberg, Steven Schindler 1984
- Gobo and the River, Joseph Killorin Brennan, Diane Dawson Hearn 1985
- Marooned in Fraggle Rock, David Young, Barbara McClintock
- Best Friends, Jocelyn Stevenson, Sue Venning 1984
- Boober Fraggle’s Celery Soufflé, Louise Gikow, Kelly Oechsli 1984
- Danger: Boober Cooking, Louise Gikow, Kelly Oechsli 1984
- Boober Fraggle’s Giant Wish, Jocelyn Stevenson, Jeffrey Severn 1984
- If I Were King of the Universe, Danny Abelson, Lawrence DiFiori 1984
- The Legend of the Doozer Who Didn’t, Louise Gikow, Barbara McClintock 1984
- No One Knows Where Gobo Goes, Mark Saltzman, Peter Elwell 1984
- The Tale of Traveling Matt, Michaela Muntean, Lisa McCue 1984
- Traveling Matt’s Adventures in Outer Space, Michaela Muntean, Lisa McCue 1984
- What Do Doozers Do?, Michaela Muntean, Sue Venning 1984
- What’s a Fraggle?, Louise Gikow, Barbara McClintock 1984
- The Cave of the Lost Fraggle, Michael Teitelbaum, Peter Elwell 1985
- Follow That Fraggle, Louise Gikow, Barbara Lanza 1985
- Mokey’s Birthday Present, Ellen Weiss, Elizabeth Miles 1985
- Waggleby of Fraggle Rock, Stephanie Calmenson, Barbara McClintock 1985
- Why Wembley Fraggle Couldn’t Sleep, H. B. Gilmour, Barbara McClintock 1985
- Goodnight Wembley Fraggle, H. B. Gilmour, Barbara McClintock 1985
- Cotterpin’s Perfect Building, Ellen Weiss, Lauren Attinello 1986
- Wembley and the Soggy Map, Louise Gikow, Lisa McCue 1986
- Wembley Fraggle and the Magic Stone, Louise Gikow, Lauren Attinello 1986
- Gobo and the Prize from Outer Space, Lyn Calder, Frederic Marvin 1986
- The Case of the Missing Socks, Rebecca Grand, Jeffrey Severn 1986
- Wembley Fraggle’s Big, Bigger, Biggest, Harry Ross, Larry DiFiori 1988
- The Fraggles Alphabet Pie, Harry Ross, Larry DiFiori 1988
- The Fraggles Counting Book, Harry Ross, Larry DiFiori 1988
- Mokey Fraggle’s New Colors, Emily Paul, Larry DiFiori 1988
- The Fraggles Cooperate, Harry Ross, Larry DiFiori 1989

## Sonstiges
- Die Fraggles kommen auch in dem Fernsehfilm Die Muppets feiern Weihnacht vor.
- Brian Henson kündigte 2006 einen Fraggle-Film an,[3] dessen Erstellung und Veröffentlichung jedoch bereits mehrfach verschoben wurde.[4] 2011 wurden die Filmrechte neu an New Regency (eine Tochterfirma der Regency Enterprises) vergeben.[5] Im März 2015 wurde bekanntgegeben, dass der Film mit Joseph Gordon-Levitt als Darsteller und Produzent entstehen soll.[6]
- Die deutsche Punkband Normahl hat den Fraggles einen ihrer bekanntesten Songs gewidmet. In dem Titel Fraggles mit der adaptierten Musik aus der Fernsehserie singen sie davon, wie schön das Leben ist, wenn man den ganzen Tag feiert und keine Sorgen hat. Eine Coverversion wurde von der Band King Kongs Deoroller veröffentlicht.
- Ein Fanclub des FC Carl Zeiss Jena ist nach den Fraggles benannt.